# 洋口港
洋口港是江苏省东南沿海一座离岸型深水港，位于南通市如东县长沙镇及其外海。目前由位于黄海的人工岛阳光岛、长沙镇临海工业区和黄海大桥等连接设施组成，在如东县政治经济生活中具有重要地位，“港口引领”是目前县域经济发展的重要战略。2013年由于中石油LNG项目投产运营，洋口港开始实现产出回报。

## 开发历史
20世纪80年代起，在南京大学等科研单位对江苏海岸带进行资源综合调查时，发现烂沙洋水道。随后如东县政府联合南京大学、河海大学等机构长期致力于海港建设前期研究工作。
2003年11月，洋口港开发实质性启动，临港工业区一期10平方公里围垦工程先期开工建设。
2004年4月，国务院批准了洋口港30平方公里海域使用权。
2005年4月29日，总投资约160亿元的江苏LNG项目获得国家发改委的批复，正式同意开展前期工作。洋口港由此开发加速。
2005年9月，连接陆岛的黄海大桥工程正式开工。同年，洋口大道、洋口运河等集疏运体系相继开工建设。
2006年12月，外海1.44平方公里人工岛工程正式启动。
2008年10月28日，洋口港宣布初步通航。
2014年1月16日，海安至洋口港铁路正式通车，海洋铁路在洋口港附近设货运站。
2014年1月22日，洋口港三期围垦工程竣工。

## 建设规划
根据洋口港发展规划，洋口港总规划面积达到260平方公里，其中长沙镇沿海临港工业区及阳光岛作业区是先期开发的重点。

### 海上作业区
1. 阳光岛作业区：阳光岛[3]系洋口港首座建成的离岸人工岛，规划面积3平方公里。规划建设1至15万吨级泊位29个，其中10万吨级以上石化、LNG泊位位于阳光岛北侧。阳光岛上目前已建成中石油江苏LNG项目，拟建广东振戎能源仓储项目等。
2. 东太阳沙作业区：洋口港作为深水大港地位的核心区，东太阳沙仍在现有阳光岛以东海面，需要建设长距离岛岛连接通道。东太阳沙拟建洋口港第二座离岸人工岛大阳光岛（暂名），规划面积6平方公里，可建20万吨级以上码头泊位14个。
3. 金牛湾作业区：位于如东县东部海岸线，原计划建设洋口港第三座离岸人工岛金牛岛，目前改为计划建设环抱港池，称金牛湾。规划面积81平方公里，可建5-10万吨级码头泊位122个。
4. 环港作业区：位于如东小洋口外闸东、丰利镇环港地区北、大洋口西，规划面积30平方公里，重点开发2-5万吨级的靠岸型挖入式港口。

### 陆海配套区
1. 陆岛连接：目前已建成黄海大桥、管线桥与阳光岛连接。启动海洋铁路上岛工程前期研究[4]。
2. 临港工业园区：主要位于长沙镇沿海，利用滩涂分三期进行围垦形成陆域约34平方公里。
3. 港口新城区：以长沙镇附近为主体，规划面积17平方公里。

## 建成情况
截至2013年，洋口港开发十周年形成实际成果主要是先行区阳光岛及临港工业区的基础设施建设及中石油LNG项目的建成投产。
海上作业区中的阳光岛作业区建设有南北二条航道，其中北航道为主航道，其依托自然水深，乘潮通航10万吨级海轮。近期拟部分疏浚，建设15万吨级航道，2014年已获得国家补助3.975亿元，而码头泊位方面建成的有（至2013年底）：
- 中石油LNG项目专用码头，用于接收海外引进LNG，可泊靠目前世界最大Q-MAX型天然气运输船[6]。
- 重件码头，原为中石油工程配套码头，现拟改为干散货码头。

在建的有：
- 十万吨级石化码头。
- 万吨级液化品码头。

其他港区方面，金牛滩滩涂围垦已确定方案，计划围垦6.52万亩。环港作业区于2012年7月成立开发建设领导组进行前期工作。

## 旅游
海上迪斯科：在滩涂地区采拾文蛤，因踩踏动作似舞蹈，故名。
工业旅游：以长度达12.6公里的跨海桥梁黄海大桥、阳光岛为主。

## 定位及影响
早期洋口港航道的发现、研究及实施被视为南通地区的重要海港突破口，被视为沿海开发的重要阵地。但自2009年，原通州市撤市建区后，南通市开始加速推进腰沙、冷家沙海域开发工程，以通州湾为概念推进，形象宣传与定位多与洋口港存在重合。近年南通市各港口港区提出在整体推进基础上“各具特色、错位发展”。目前，通州湾得到南通市的重视，但洋口港在基础设施、产业项目上领先。
目前定位：发展大型临港石化、能源、冶金及现代物流产业。